# Jardim Casqueiro
Jardim Casqueiro é um bairro pertencente ao município de Cubatão, estado de São Paulo. Localiza-se a 5m do centro cubatense e a 7 km de Santos, cidade com a qual faz divisa à leste através do rio Casqueiro.

## História
Cerca de um ano após a emancipação de Cubatão, foi oficializado o loteamento em 6 de julho de 1950 da área que configura o atual bairro.
Seu nome é uma homenagem a família Casqueiro, que por volta da década de 20, chegou ao Brasil com Joaquim Casqueiro.[carece de fontes?] A população residente nessas áreas apresenta caracteres socioeconômicos com forte predominância de classe média.[carece de fontes?]
O desfile das escolas de samba da cidade acontece na Avenida Beira-Mar, próxima à Praça Independência.